# Sørland
Sørland är en kyrkby som utgör centralort och enda tätort i Værøy kommun i Nordland fylke i norra Norge. Orten ligger på den sydöstra delen av ön Værøya. Här finns Værøy kyrka.
Från färjeläget i Sørland ansluter riksväg 80 genom färjeförbindelser till Bodø, Moskenes och Røst.

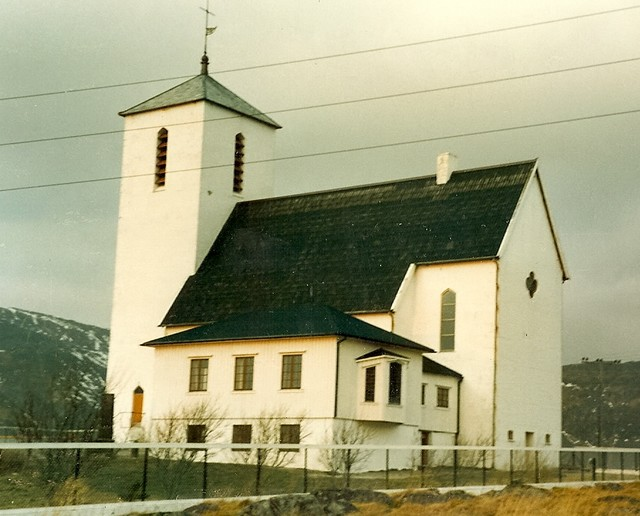
Værøy kyrka.